# Cloroform
El cloroform, o triclorometà o triclorur de metil, és un compost orgànic de fórmula química {\displaystyle {\ce {CHCl3}}}. És un derivat halogenat del metà, amb el qual comparteix l'estructura tetraèdrica. Pot obtenir-se per cloració com derivat del metà o de l'alcohol etílic o, més habitualment en la indústria farmacèutica, amb ferro i àcid sobre tetraclorur de carboni.

## Història
El cloroform va ser sintetitzat independentment per Justus Liebig, Samuel Guthrie i Eugene Soubeiran el 1831.
Tot i que es va fer servir per primera vegada com anestèsic el 1847 per Holmes Coote, el tocòleg d'Edimburg James Young Simpson va utilitzar per primer cop el cloroform per l'anestèsia general durant un part. L'ús del cloroform en la cirurgia es va expandir ràpidament per Europa. Als EUA el cloroform va començar a substituir l'èter com a anestèsic al començament del segle xx.

## Característiques
A temperatura ambient, és un líquid volàtil, no inflamable, incolor, amb una olor penetrant característica (de cítrics), i un sabor dolç i cítric, descrit per Samuel Guthrie com «sabor deliciós». Es descompon lentament per acció combinada de l'oxigen i la llum solar, transformant-se en fosgen ({\displaystyle {\ce {COCl2}}}) i clorur d'hidrogen ({\displaystyle {\ce {HCl}}}) segons la següent equació:
2 CHCl₃ + O₂ → 2 COCl₂ + 2 HCl
per la qual cosa s'aconsella conservar-lo en ampolles de vidre color ambre i lluny de la llum.

## Aplicacions
Usat com a reactiu relaxant pels lípids orgànics, el triclorometà és usat per adormir. El cloroform és un reactiu químic útil a causa de la polarització dels seus enllaços C-Cl, per la qual cosa és una eina apreciada a síntesi orgànica, en proporcionar el grup CCl2.
S'utilitza en extintors, en la fabricació de colorants i com a fumigant i insecticida genèric. A part d'això, atès que és usualment estable i miscible amb la majoria dels compostos orgànics lipídics i saponificables, és comunament utilitzat com solvent orgànic. És també utilitzat en biologia molecular per a diversos processos, com l'extracció de l'ADN de lisats cel·lulars. Així mateix, és usat en el procés de fixació de mostres histològiques post mortem.
També té la particularitat de permetre "assaborir colors», atès que els colors vius es poden assaborir gràcies a una disrupció entre les neurones sensitives del cinquè parell cranial (nervi trigemin) qui proporciona el sentit del gust al terç posterior de la llengua, amb el seu nucli iridioconstrictor i amb el segon parell cranial (nervi òptic) que genera l'estranya sensació d'assaborir colors, ja que tots dos nervis posseeixen els mateixos nuclis cerebrals i són estimulats enèrgicament en entrar el cloroform en contacte amb ells.
Molta gent l'ha fet servir també com a droga, perquè interacciona amb certs receptors del sistema nerviós, el cloroform té les característiques d'un depressor del sistema nerviós central i genera de suaus a severes al·lucinacions psicodèliques en joves i adults.

### Anestèsic
Atès que també és un anestèsic general amb efectes antihistamínics i antiexpectorants, antigament s'utilitzava com a anestèsic en la pràctica mèdica des de 1847 (en cirurgia), però aquesta aplicació ha estat abandonada per raó de la seva toxicitat.
Precisament per la fama de les seves característiques anestèsiques, el cinema l'ha utilitzat en les pel·lícules com a recurs per a adormir a gent, posant cloroform en un mocador i aquest mocador al nas de la víctima.

### Síntesi orgànica
S'utilitza cloroform per a manufacturar altres productes químics, com ara en la sintesi de salicilaldehid mitjançant la reacció de Reimer–Tiemann.

## Producció i síntesi
La producció del cloroform està relacionada amb altres clorocarbonis. En efecte, el cloroform es pot produir per cloracions successives del metà o de l'etanol.
Un mètode molt comú, utilitza metanol com a reactiu (en lloc de metà). És una barreja de cloració/hidrocloració que permet evitar la separació de l'àcid clorhídric del metà durant el reciclatge del reactiu sense utilitzar.
Es pot obtenir industrialment per reacció de ferro i àcid sobre el tetraclorur de carboni.
També pot es pot obtenir cloroform, d'una forma més senzilla, tractant acetona amb clor en presència d'una base. Es forma mitjançant la tricloracetona, una substància, la base de la qual es pot dividir fàcilment en cloroform i sal d'àcid acètic:
CH₃COCH₃ + 3Cl₂ + 3KOH → CH₃COCCl₃ + 3KCl + 3H₂O
CH₃COCCl₃ + KOH → CH₃COOK + CHCl₃
No obstant això, aquest últim mètode de síntesi pot ser molt perillós. En efecte, hi ha un gran risc de formació de fosgen, un gas altament tòxic i letal que es va utilitzar com gas verinós durant la Primera Guerra Mundial.

## Seguretat

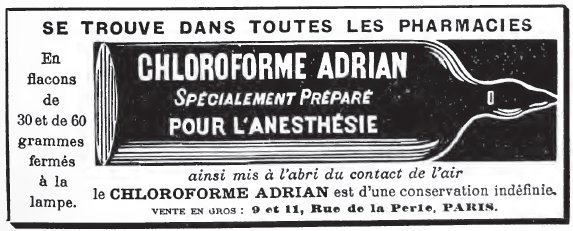
Anunci de cloroform Adrian, amb la directriu d'evitar el contacte amb l'aire (Montreal Medical Journal, gener 1906)

Durant un emmagatzematge prolongat, en presència d'oxigen i sota l'acció de la llum, el cloroform tendeix a descompondre's donant clorur d'hidrogen, clor i oxiclorur de carboni (fosgen), que és extremadament tòxic. 
El fosgen, si s'absorbeix o s'inhala en altes concentracions, pot conduir al coma i fins i tot conduir a malalties respiratòries i cardíaques que poden ser mortals. Per aquest motiu es va suspendre l'ús del cloroform en anestèsia.

## Toxicitat
Respirar 900 parts de cloroform per milió de parts d'aire (900 ppm) durant curts períodes pot causar insomni, deliris, mareig, fatiga, mal de cap, migranya i lleus al·lucinacions; més de 990 ppm comporten fortes al·lucinacions, migranyes severes, desmais, coma i fins i tot la mort per aturada cardiorespiratòria. Respirar aire, ingerir aliments o prendre aigua que conté suficient cloroform durant bastant temps pot fer mal al fetge i als ronyons com també afectar les vies respiratòries causant necrosi. El contacte de la pell amb grans quantitats de cloroform pot produir ulceració.
No se sap si el cloroform produeix efectes en el sistema reproductiu o si causa defectes de naixement d'éssers humans, però estudis recents revelen una tendència en homes de mitjana edat a incrementar l'apetit sexual.
Estudis en animals han demostrat avortaments lleus o subtils en rates i ratolins que van respirar aire amb 30 a 300 ppm de cloroform durant la gestació i també en rates que en van menjar en aquest període. Les cries de les rates i ratolins que van respirar o menjar cloroform durant la gestació van néixer amb defectes de naixement com caps més petits, atròfia de genitals i també severes mutacions. Espermatozoides anormals van ser trobats en ratolins que van respirar durant uns pocs dies aire amb 400 ppm de cloroform.